# Linaria nachitschevanica
Linaria nachitschevanica är en grobladsväxtart som beskrevs av Nikolai Nikolaievich Tzvelev. Linaria nachitschevanica ingår i släktet sporrar, och familjen grobladsväxter. Inga underarter finns listade i Catalogue of Life.